# Loudwire
Loudwire es una revista digital estadounidense que cubre el hard rock y la música heavy metal. Es propiedad del negocio de medios y entretenimiento Townsquare Media. Desde su lanzamiento en agosto de 2011, Loudwire ha asegurado entrevistas exclusivas con Ozzy Osbourne, Metallica, Judas Priest, Guns N' Roses, Megadeth, Mötley Crüe, Suicidal Tendencies y muchos otros. Loudwire también ha estrenado exclusivamente material nuevo de Judas Priest, Anthrax, Jane's Addiction, Stone Sour, Phil Anselmo, The ReAktion, M Shadows, Amy Lee y muchos más de los actos más importantes del rock y el metal.
Cada año, Loudwire celebra los Loudwire Music Awards, donde los visitantes del sitio votan en encuestas de diversas categorías.

## Contenido
Además de entrevistas y reseñas de álbumes actuales, la revista se ocupa en gran medida de la historia de la música. Se publican listas de clasificación de álbumes y canciones de varios artistas y se publican reseñas de los álbumes más exitosos y pioneros. Además, los músicos aparecen en Wikipedia: ¿realidad o ficción? Confrontado con declaraciones de sus artículos de Wikipedia con la solicitud de confirmar o corregir las declaraciones. Desde 2011, la revista presenta los Loudwire Music Awards, en los que los lectores de la revista pueden votar sobre los ganadores. La votación en 2014 recibió más de dos millones de votos. La revista se financia exclusivamente con publicidad. El editor jefe es Spencer Kaufman.

## Premios de música Loudwire

### 2011

#### Visión general
En el primer premio hubo los siguientes ganadores:
| - Mejor álbum de metal: Megadeth - Th1rt3en - Mejor álbum de rock: Within Temptation - The Unforgiving - Mejor Canción de Metal : Megadeth - Public Enemy No. 1 - Mejor Canción Rock: Evanescence - What You Want - Mejor video: Rammstein - My Land | - Mejor Artista: Evanescence - Mejor acto en vivo: Avenged Sevenfold - Diosa del rock de 2011 : Sharon den Adel (Within Temptation) - Regreso del año: Evanescence - What the Fuck Moment of the Year: Marilyn Manson y Shia LaBeouf |

#### Nominaciones
| Mejor disco de rock | Mejor álbum de metal |
| --- | --- |
| - Evanescence - Evanescence - Foo Fighters - Luz perdida - Red Hot Chili Peppers - Estoy contigo - Seether - Aferrarse a las cuerdas es mejor dejarlo para deshacerse - Dentro de la tentación - El implacable | - Ántrax - Música de adoración - Hijos de Bodom - Relentless Reckless Forever - Machine Head - Hacia la langosta - Mastodon - El cazador - Megadeth - Th1rt3en                                         |
| Mejor canción de rock | Mejor canción de metal |
| - Avenged Sevenfold - Enterrado vivo - Evanescence - Lo que quieres - Lacuna Coil - Trip the Darkness - Seether - Canción Country - Sixx: AM - Esto va a doler                                                 | - Ántrax - El diablo que conoces - Cabeza de máquina : langosta - Mastodonte - Curl of the Burl - Megadeth - Public Enemy No. 1 - Trivium : construido para caer                                       |
| El mejor video | Mejor Artista |
| - Foo Fighters - Caminar - Cabeza de máquina : langosta - Mastodonte - Curl of the Burl - Megadeth - Public Enemy No. 1 - Rammstein - mi país                                                                  | - Ántrax - Siete veces vengado - Evanescencia - Foo fighters - Cabeza de la máquina - mastodonte - Megadeth - Seether - Sixx: AM - Within Temptation                                                   |
| Mejor acto en vivo | Diosa del rock |
| - Ántrax - Siete veces vengado - El diablo viste de Prada - grano - Papa Roach | - Amy Lee (Evanescence) - Angela Gossow (archienemiga) - Cristina Scabbia (Lacuna Coil) - Sharon la nobleza (Dentro de la tentación) - Syd Doran (Valora)                                              |
| Vuelve | Que diablos momento |
| - Ántrax - Arbusto - Evanescencia - Adicción a Jane - System of a Down | - Courtney Love ataca a Dave Grohl - Jack White colabora con Insane Clown Posse - Marilyn Manson colabora con Shia LaBeouf - Lou Reed y Metallica lanzan a Lulu - Scott Weiland lanza álbum de Navidad |

### 2012
En el segundo premio hubo los siguientes ganadores:
| - Mejor álbum de metal : Lamb of God - Resolution - Mejor álbum de rock : Marilyn Manson - Born Villain - Mejor Canción de Metal : Pantera - Piss - Mejor Canción Rock : Three Days Grace - Chalk Outline - Mejor video de metal : Machine Head - Darkness Within - Mejor video de rock : Marilyn Manson - No Reflection - Mejor banda de metal : As I Lay Dying - Mejor banda de rock : Stone Sour - Mejor acto en vivo : Steel Panther | - Mejor banda nueva : Deuce - Mejor vocalista : Myles Kennedy (Alter Bridge) - Mejor guitarrista : Slash - Mejor bajista : Nikki Sixx (Mötley Crüe) - Mejor baterista : Vinnie Paul (Hellyeah) - Diosa del rock de 2012 : Amy Lee (Evanescence) - Rock Titan de 2012 : Tony Iommi (Black Sabbath) - Fans más devotos : X Japan |

#### Nominaciones
| Mejor banda de rock | Mejor banda de metal |
| --- | --- |
| - Baronesa - Chevelle - Sara muerta - Deftones - Halestorm - Lacuna Coil - Brillar abajo - Jardín sonido - Stone Sour - Volbeat | - Ántrax - Mientras agonizo - Entre el enterrado y yo - Abajo - Gojira - Cordero de Dios - Cabeza de la máquina - Muerte de napalm - Destructor de cerdos - testamento |
| Mejor disco de rock | Mejor álbum de metal |
| - Baronesa - Amarillo y verde - Sara muerta -Dead Sara - Deftones - Koi No Yokan - Halestorm - El extraño caso de ... - Bobina de laguna - Dark Adrenaline - Marilyn Manson - Villana nativa - Serj Tankian - Harakiri - Shinedown - Amarilis - Soundgarden - Rey Animal - Stone Sour - Casa de oro y huesos - Parte 1                            | - Between the Buried and Me - The Parallax II: Future Sequence - Converge – All We Love We Leave Behind - Down – Down IV Part I – The Purple EP - Goatwhore – Blood for the Master - Gojira – L´enfant Sauvage - High on Fire – De Vermis Mysteriis - Lamb of God – Resolution - Napalm Death – Utilitarian - Pig Destroyer – Book Burner - Woods of Ypres – Woods 5: Grey Skies & Electric Light |
| Best Rock Song | Best Metal Song |
| - Baroness – March to the Sea - Dead Sara – Weatherman - Deftones – Leathers - Halestorm – Love Bites (So Do I) - Marilyn Manson – No Reflection - Papa Roach – Still Swinging - Serj Tankian – Harakiri - Shinedown – Bully - Stone Sour – Gone Sovereign - Three Days Grace – Chalk Outline                                                     | - Anthrax – I´m Alive - Between the Buried and Me – Telos - Gojira – L´enfant Sauvage - High on Fire – King of Days - Lamb of God – Ghost Walking - Machine Head – Darkness Within - Napalm Death – The Wolf I Feed - Pantera – Piss - Pig Destroyer – The Bug - Testament – True American Hate                                                                                                   |
| Best Rock Video | Best Metal Video |
| - Chevelle – Hats Off to the Bull - Marilyn Manson – No Reflection - Slash – Bad Rain - The Sword – The Veil of Isis - The Used – I Come Alive | - Dethklok – I Ejaculate Fire - High on Fire – Fertile Green - Job for a Cowboy – Tarnished Gluttony - Machine Head – Darkness Within - Pig Destroyer – The Diplomat |
| Best New Artist | Best Live Act |
| - Candlelight Red - Dead Sara - Deuce - Falling in Reverse - Huntress - Kyng - Love and Death - Otherwise - Storm Corrosion - Tremonti | - Anthrax - Five Finger Death Punch - Godsmack - Gwar - Halestorm - Iron Maiden - Metallica - Slipknot - Steel Panther - Tool - Rob Zombie |
| Best Vocalist | Best Guitarist |
| - Emily Armstrong (Dead Sara) - Randy Blythe (Lamb of God) - Chris Cornell (Soundgarden) - Joe Duplantier (Gojira) - Bobby „Blitz“ Ellsworth (Overkill) - David Gold (Woods of Ypres) - Lzzy Hale (Halestorm) - Myles Kennedy (Alter Bridge) - Chino Moreno (Deftones) - Corey Taylor (Slipknot, Stone Sour)                                      | - Kurt Ballou (Converge) - Herman Li (DragonForce) - Siouxsie Medley (Dead Sara) - James Root (Slipknot, Stone Sour) - Alex Skolnick (Testament) - Slash - Kim Thayil (Soundgarden) - Mark Tremonti (Alter Bridge, Tremonti) - Jacky Vincent (Falling in Reverse) - Paul Waggoner & Dustie Waring (Between the Buried and Me)                                                                     |
| Best Drummer | Best Bassist |
| - Chris Adler (Lamb of God) - Matt Cameron (Soundgarden), Pearl Jam - Mario Duplantier (Gojira) - Arejay Hale (Halestorm) - Gene Hoglan (voluntad, Dethklok) - Adam Jarvis (Destructor de cerdos, Índice de miseria) - Roy Mayorga (Stone Sour) - Vinnie Paul (Hellyeah) - Barry Kerch (Shinedown) - Blake Richardson (Entre los enterrados y yo) | - Eric Bass (Shinedown) - Frank Bello (ántrax) - Dan Briggs (Entre los enterrados y yo) - "Flea" (Red Hot Chili Peppers) - Steve Harris (Doncella de hierro) - Lemmy Kilmister (Motorhead) - Nikki Sixx (Mötley Crüe) - Wolfgang Van Halen (Van Halen , Tremonti) - DD Verni (exagerado) - Alex Webster (Cannibal Corpse)                                                                         |
| Diosa del rock | Roca de titanio |
| - Emily Armstrong (Sara muerta) - Maria Brink (En este momento) - Angela Gossow ( archienemiga ) - Jill Janus (Cazadora) - Amy Lee (Evanescence) - Cristina Scabbia (Lacuna Coil) | - Phil Anselmo (Abajo) - Randy Blythe (Cordero de Dios) - John Baizley (baronesa) - Tony Iommi (Black Sabbath) - Jesse Leach (Killswitch Engage) - Barra oblicua - Corey Taylor (Slipknot, Stone Sour) |
| Fans más devotos | |
| - Siete veces vengado - novias velo negro - Tu en gris - Cayendo en reversa - Iron Maiden - Metallica - Nudo corredizo - Silencio suicida - Herramienta - X Japón | |

### 2013
En el tercer premio hubo los siguientes ganadores:
| - Mejor álbum de metal : Bring Me the Horizon - Sempiternal - Mejor álbum de rock : Skillet - Rise - Mejor Canción de Metal : Black Sabbath - God Is Dead? - Mejor Canción Rock : Avenged Sevenfold - Hail to the King - Mejor video de metal : Black Sabbath - God Is Dead? - Mejor video de rock : 30 Seconds to Mars - City of Angels - Mejor banda de metal : Black Sabbath - Mejor banda de rock : Avenged Sevenfold - Mejor acto en vivo : Steel Panther | - Mejor artista nuevo : dispositivo - Mejor vocalista : Myles Kennedy (Alter Bridge) - Mejor guitarrista : Synyster Gates (Avenged Sevenfold) - Mejor bajista : Lemmy Kilmister (Motörhead) - Mejor baterista : Jeremy Spencer (Five Finger Death Punch) - Diosa del rock de 2013 : Maria Brink (En este momento) - Rock Titan de 2013 : Corey Taylor (Slipknot, Stone Sour) - Fans más devotos : Black Veil Brides |

#### Nominaciones
Hubo más de diez nominaciones en algunas categorías. Aquí solo se enumeran los diez primeros lugares en orden alfabético.
| Mejor banda de rock | Mejor banda de metal |
| --- | --- |
| - Alicia encadenada - Alterar puente - Siete veces vengado - Embrague - Golpe mortal de cinco dedos - Halestorm - En este momento - grano - Pop Evil - reinas de la Edad de Piedra | - Black Sabbath - Tráeme el horizonte - Cuerpo - Teatro de sueños - Fantasma - Gorguts - Killswitch Engage - Motorhead - El océano - Queensrÿche |
| Mejor disco de rock | Mejor álbum de metal |
| - Alice in Chains - El diablo puso dinosaurios aquí - Alter Bridge - Fortaleza - Avenged Sevenfold - Salve al Rey - Embrague - Earth Rocker - Golpe mortal de cinco dedos : el lado equivocado del cielo y el lado recto del infierno - Queens of the Stone Age - ... Como un Reloj - Sevendust – Black Out of the Sun - Skillet – Rise - Stone Sour – House of Gold & Bones – Part 2 - Volbeat – Outlaw Gentlemen & Shady Ladies | - Black Sabbath – 13 - Bring Me the Horizon – Sempiternal - Carcass – Surgical Steel - Children of Bodom – Halo of Blood - Dream Theater – Dream Theater - Ghost – Infestissumam - Killswitch Engage – Disarm the Descent - Motörhead – Aftershock - The Ocean – Pelagial - Queensrÿche – Queensrÿche                                       |
| Best Rock Song | Best Metal Song |
| - A Perfect Circle – By and Down - Alice in Chains – Hollow - Alter Bridge – Addicted to Pain - Avenged Sevenfold – Hail to the King - Five Finger Death Punch – Lift Me Up - Korn – Love and Meth - Pop Evil – Trenches - Sevendust – Decay - Stone Sour – Do Me a Favor - Volbeat – Lola Montez | - Amon Amarth – Deceiver of the Gods - Black Sabbath – God Is Dead? - Bring Me the Horizon – Shadow Moses - Children of Bodom – Transference - Dream Theater – The Enemy Inside - Ghost – Year Zero - Killswitch Engage – In Due Time - Motörhead – Heartbreaker - Protest the Hero – Drumhead Trial - Queensrÿche – Where Dreams Go to Die |
| Best Rock Video | Best Metal Video |
| - Alice in Chains – Hollow - Black Label Society – Ain’t No Sunshine - Dead Sara – Lemon Scent - Escape the Fate – Ungreatful - In This Moment – Adrenalize - Korn – Never Never - Puscifer – Bohemian Rhapsody - Queens of the Stone Age – ...Like Clockworks - Stone Sour – Do Me a Favor - 30 Seconds to Mars – City of Angels                                                                                                 | - Black Sabbath – God Is Dead? - The Dillinger Escape Plan – When I Lost My Bet - Ghost – Year Zero - High on Fire – Slave the Hive - Huntress – Zenith - Kvelertak – Bruane Brenn - Meshuggah – I Am Colossus - Portal – Curtain - Protest the Hero – Underbite - Toxic Holocaust – Acid Fuzz                                              |
| Best New Artist | Best Live Act |
| - Beware of Darkness - Death Division - Device - Devour the Day - Newsted - Oblivion - Palms - Philip H. Anselmo and the Illegals - Purson - Scar the Martyr | - Between the Buried and Me - Ghost - Gwar - Halestorm - Iron Maiden - Korn - Metallica - Steel Panther - Testament - Rob Zombie |
| Best Vocalist | Best Guitarist |
| - Neil Fallon (Clutch) - Josh Homme (Queens of the Stone Age) - Myles Kennedy (Alter Bridge) - Todd La Torre (Queensrÿche) - Jesse Leach (Killswitch Engage) - Papa Emeritus II (Ghost) - Laura Pleasants (Kylesa) - Oliver Sykes (Bring Me the Horizon) - Corey Taylor (Slipknot, Stone Sour) | - Jerry Cantrell (Alice in Chains) - Synyster Gates (Avenged Sevenfold) - Luke Hoskin & Tim Millar (Protest the Hero) - Tony Iommi (Black Sabbath) - John 5 (Rob Zombie) - Luc Lemay (Gorguts) - John Petrucci (Teatro de sueños) - James Root (Slipknot, Stone Sour) - Robin Staps (El océano) - Mark Tremonti (Alter Bridge , Tremonti)   |
| Mejor baterista | Mejor bajista |
| - Chris Adler (Cordero de Dios) - Matt Cameron (Soundgarden), Pearl Jam - Tommy Clufetos (Black Sabbath) - Arejay Hale (Halestorm) - Gene Hoglan (Voluntad) - John Longstreth (Gorguts) - Mike Mangini (Teatro de sueños) - Billy Rymer (El plan de escape de Dillinger) - Jeremy Spencer (Five Finger Death Punch) - Brad Wilk (Furia contra la máquina)                                                                         | - Derek Boyer (asfixia) - Rex Brown (Mata a Devil Hill) - Geezer Butler (Black Sabbath) - Paul Kelland (Ulcerado) - Lemmy Kilmister (Motorhead) - Colin Maston (Gorguts) - John Myung ( Teatro de sueños ) - Jason Newsted (Newsted) - Billy Sheehan (Mr. Big) - Jeff Walker (Cadáver)                                                      |
| Diosa del rock | Roca de titanio |
| - Emma Anzai (cachorros enfermos) - Maria Brink (En este momento - Lzzy Hale (Halestorm) - Jill Janus (Cazadora) - Laura Pleasants (Kylesa) | - Phil Anselmo (Abajo) - Randy Blythe (Cordero de Dios) - Tony Iommi (Black Sabbath) - Lemmy Kilmister (Motorhead) - Corey Taylor (Slipknot , Stone Sour) |
| Fans más devotos | |
| - Siete veces vengado - Black Sabbath - novias velo negro - Tu en gris - Teatro de sueños - Golpe mortal de cinco dedos - Iron Maiden - Cordero de Dios - mermelada de perlas - reinas de la Edad de Piedra | |

### 2014
En el cuarto premio hubo los siguientes ganadores: 
| - Mejor álbum de metal : Slipknot - .5: The Grey Chapter - Mejor álbum de rock : Islander - Violence & Destruction - Mejor Canción de Metal : Slipknot - The Negative One - Mejor Canción Rock : Three Days Grace - Painkiller - Mejor video de metal : Slipknot - The Devil in I - Mejor video de rock : Five Finger Death Punch - Wrong Side of Heaven - Mejor banda de metal : Slipknot - Mejor banda de rock : Linkin Park - Mejor acto en vivo : Linkin Park | - Mejor Artista Nuevo : Babymetal - Mejor vocalista : Myles Kennedy (Alter Bridge) - Mejor guitarrista : Zakk Wylde (Black Label Society) - Mejor bajista : Todd Kerns (Slash) - Mejor baterista : Baterista enmascarado (Slipknot) - Diosa del rock de 2014 : Sharon den Adel (Within Temptation) - Rock Titan de 2014 : Phil Anselmo - Fans más devotos : X Japan |

## Redacción deLoudwire
- Chad Childers
- Graham Hartmann
- Joe DiVita
- Toni Gonzalez
- Jon Wiederhorn